# David Gabai
David Gabai (Filadélfia, 7 de julho de 1954) é um matemático estadunidense.

## Obras
- Foliations and the topology of 3-manifolds; I: J. Differential Geom. 18 (1983), no. 3, 445–503; II: J. Differential Geom. 26 (1987), no. 3, 461–478; III: J. Differential Geom. 26 (1987), no. 3, 479–536.
- com U. Oertel: Essential laminations in 3-manifolds, Ann. of Math. (2) 130 (1989), no. 1, 41–73.
- Convergence groups are Fuchsian groups, Ann. of Math. (2) 136 (1992), no. 3, 447–510.
- com G. R. Meyerhoff, N. Thurston: Homotopy hyperbolic 3-manifolds are hyperbolic, Ann. of Math. (2) 157 (2003), no. 2, 335–431.
- com D. Calegari: Shrinkwrapping and the taming of hyperbolic 3-manifolds, J. Amer. Math. Soc. 19 (2006), no. 2, 385–446.
- com G. R. Meyerhoff, P. Milley: Minimum volume cusped hyperbolic three-manifolds, J. Amer. Math. Soc. 22 (2009), no. 4, 1157–1215.